# George Monbiot
George Monbiot (27 gennaio 1963) è un giornalista, saggista, ambientalista e attivista politico britannico.
Tiene una rubrica settimanale sul giornale The Guardian.

## Carriera
Monbiot ha ricevuto la sua educazione alla Stowe School, una scuola indipendente per ragazzi nel Buckinghamshire e poi al Brasenose College, Oxford, dove ha studiato zoologia. 

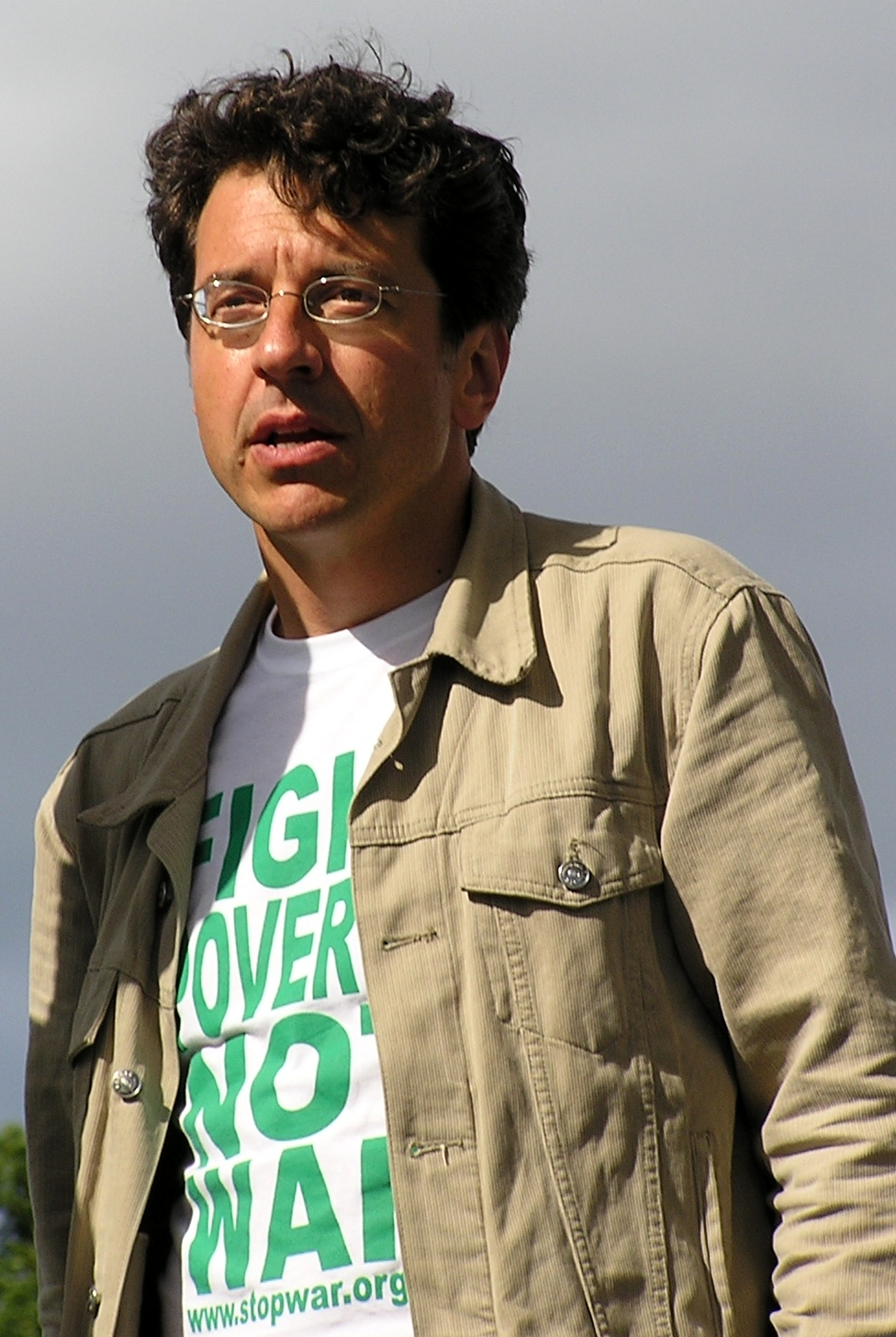
Monbiot alla manifestazione Make Poverty History in Scozia

## Premi e riconoscimenti
Orwell Prize
- 2022 vincitore nella categoria "Giornalismo"[1]

## Opere
- George Monbiot: Il futuro è sottoterra. Un'indagine per sfamare il mondo senza divorare il pianeta, Mondadori, 2022.
- George Monbiot: Riprendere il controllo. Nuove comunità per una nuova politica, 2019.
- George Monbiot: Selvaggi. Il rewilding della terra, dei mari e della vita umana, 2018.